# Schizocyathus
Schizocyathus is een geslacht van koralen uit de familie van de Schizocyathidae.

## Soort
- Schizocyathus fissilis Pourtalès, 1874